# Dawn of Tears
Dawn of Tears (deutsch etwa Morgengrauen voller Tränen) ist eine spanische Melodic-Death-Metal-Band aus Madrid.

## Geschichte
Die Idee einer Band, die den Melodic Death Metal „Göteborger Schule“ mit Aspekten des klassischen Heavy Metal der 1980er Jahre und moderner Subgenres des klassischen Death Metal vermischt, reifte in J.L. Trebol bereits 1999. Zu ersten Aktivitäten kam es jedoch erst 2001, mit dem Einstieg des Sängers Jesús Alonso. Im Laufe des nächsten Jahres wurde eine Band formiert und man spielte zunächst in der Madrider Underground-Szene. Auch produzierte man ein Demo, welches jedoch nie veröffentlicht wurde. In den folgenden Jahren konnte die Band mit gutem Abschneiden bei Band-Wettbewerben und Mitwirken bei diversen Kompilationen sowohl national, als auch europaweit einige Bekanntheit erlangen. 2004 wurde schließlich das zweite Demo, Echoes…, aufgenommen und veröffentlicht.
In den folgenden Jahren stagnierte die Arbeit der Band und der Fortbestand war lange nicht sicher. Nach mehreren Besetzungswechseln wurde die Band reformiert und es wurde die Aufnahme einer ersten LP geplant. Diese verzögerte sich allerdings zunächst aufgrund einer langwierigen Erkrankung des Schlagzeugers J. Sierra und dem unerwarteten Tod des Produzenten. Letztendlich wurde das erste Album Descent im Jahr 2007 veröffentlicht.
Das Album erhielt sehr gute Kritiken und gewann sogar den Metal-Storm-Award in der Kategorie Best Melodic-Death-Metal-Act, womit man sich gegen etablierte Gruppen wie Dark Tranquillity oder Arch Enemy durchsetzte. Infolge tourten Dawn of Tears im Vorprogramm bekannter Bands, u. a. Dimmu Borgir, Amon Amarth, Dark Tranquillity, Moonsorrow, Cynic und Dew-Scented.
Eine neue EP, Dark Chamber Litanies, wurde 2009 veröffentlicht und erhielt ebenfalls gute Kritiken. Beide Alben werden von der Band kostenlos im Internet angeboten.
Im August 2011 wurde bekannt gegeben, dass Dawn of Tears ein neues Album aufnehmen, das voraussichtlich Anfang des Jahres 2012 erscheinen wird. Es wird, wie seine Vorgänger, von Carlos Seara (u. a. Mägo de Oz und Sôber) in den Cube Studios produziert und neun Titel beinhalten.
Darüber hinaus wurden weitere Besetzungswechsel bekanntgegeben: Bassist Konrad ist nicht mehr Teil der Band, ebenso Andrés Pérez, der aus persönlichen Gründen ausscheidet. Seinen Platz wird J. Nieva einnehmen, der bereits früher als Gitarrist mitwirkte und auf den Demoaufnahmen Blood on Verona und Echoes... zu hören ist.

## Stil
Dawn of Tears spielen hauptsächlich Melodic Death Metal, der jedoch stark von anderen Metal-Genres, wie Progressive-, Power-, und Heavy Metal und den ohnehin verwandten Death-, Dark- und Black Metal, beeinflusst ist. Nicht selten kommen auch orchestrale Parts vor, die von J. L. Trebol arrangiert werden. Vergleichbar sind z. B. In Flames, oder auch Cradle of Filth und Dimmu Borgir, in deren Musik ebenfalls klassische Parts vorkommen. Die Texte handeln zumeist von fiktiven Themen, aber auch von Kunst und Literatur (bspw. Romeo und Julia im Lied Blood on Verona) und werden von Trebol und Alonso gleichermaßen geschrieben.

## Diskografie
- 2002: Blood on Verona (Demo; unveröffentlicht)
- 2004: Echoes... (Demo)
- 2007: Descent (Album)
- 2009: Dark Chamber Litanies (EP)
- 2013: Act III: The Dying Eve (Album, Inverse Records)
- 2013: Descent (Re-issue)